# میشل رولیه
میشل رولیه (انگلیسی: Michel Rollier؛ زادهٔ ۱۹ سپتامبر ۱۹۴۴) مدیر اجرایی اهل فرانسه است، که هم‌اکنون به‌عنوان مدیرعامل شرکت میشلن فعالیت می‌کند.